# Osbornellus tubus
Osbornellus tubus är en insektsart som beskrevs av Freytag 2008. Osbornellus tubus ingår i släktet Osbornellus och familjen dvärgstritar. Inga underarter finns listade i Catalogue of Life.